# Article 155 de la Constitution espagnole de 1978
L'article 155 de la Constitution espagnole de 1978 (en espagnol : Artículo 155 de la Constitución) — inclus dans le titre VIII (« De l'organisation territoriale de l'État »), chapitre 3 (« Des communautés autonomes ») — dote le gouvernement de l'État d'un mécanisme pour contrôler les communautés autonomes qui manquent aux obligations imposées par la Constitution, les lois, ou qui attentent gravement à l'intérêt général de l'Espagne.
Il constitue une mesure exceptionnelle mise en œuvre pour la première fois par le gouvernement d'Espagne en octobre 2017 à la suite de la déclaration unilatérale d'indépendance proclamée par le gouvernement autonome de Catalogne. 

## Le texte de l'article
L'article 155 est rédigé comme suit :
« 
1.  Para la ejecución de las medidas previstas en el apartado anterior, el Gobierno podrá dar instrucciones a todas las autoridades de las Comunidades Autónomas. »

« 
1. Si une Communauté autonome ne remplit pas les obligations que la Constitution ou les autres lois lui imposent ou agit de façon à porter gravement atteinte à l’intérêt général de l’Espagne, le gouvernement, après avoir préalablement mis en demeure le président de la communauté autonome et si cette mise en demeure n’aboutit pas, pourra, avec l’approbation de la majorité absolue des membres du Sénat, prendre les mesures nécessaires pour la contraindre à respecter ces obligations ou pour protéger l’intérêt général mentionné.
2. Pour mener à bien les mesures prévues au paragraphe précédent, le gouvernement pourra donner des instructions à toutes les autorités des communautés autonomes. »

Cet article s'inspire littéralement de l'article 37 de la Loi fondamentale de Bonn connue sous le nom de voie fédérale coercitive (Bundeszwang), rédigé comme suit:
« 
1.  Für die Anwendung von Zwangsmaßnahmen des Bundes hat die Bundesregierung oder ihr Vertreter das Recht, allen Bundesländern und ihren Behörden Weisungen zu erteilen. »

« 
1. Si un Land ne remplit pas les obligations fédérales qui lui sont imposées par la Loi fondamentale ou une autre loi fédérale, le Gouvernement fédéral, avec l'approbation du Bundesrat, peut adopter les mesures nécessaires pour contraindre le Land à se conformer à ces obligations par des moyens fédéraux coercitifs.
2. Pour l'application des mesures coercitives fédérales, le gouvernement fédéral ou son représentant a le droit de donner des instructions à tous les Länder et à leurs autorités. »

## Application
La procédure d'application de l'article 155 est présente dans l'article 189 du règlement du Sénat.
Pour sa mise en œuvre, il est nécessaire que le gouvernement envoie au président du Sénat une proposition avec les mesures concrètes prévues, pour qu'elles puissent être débattues au sein de la commission générale des communautés autonomes. À son tour, le Sénat doit demander au président de la communauté autonome visée les arguments qu'il juge appropriés, et la proposition finale doit être approuvée avec la majorité absolue en session plénière.
L'article 155 ne parle pas de la suspension d'une autonomie, mais il permet au gouvernement de donner des instructions directes aux autorités de la communauté autonome, de suspendre des accords ou des résolutions, d'appliquer des mesures économiques de blocage ou de pression, de suspendre des conventions entre l'État et la communauté autonome ou toute autre mesure nécessaire.

### Évocation
Il a été plusieurs fois envisagé de recourir à l’article 155 lors de radicalisations des positions des nationalistes catalan et basque, comme pendant le développement du plan Ibarretxe ou lors du référendum de 2017 sur l'indépendance de la Catalogne. Quelques experts assurent qu'il existe des alternatives avant de faire appel à cet article, comme l'application de la loi relative à la sécurité nationale (en espagnol : Ley de Seguridad Nacional) ou la proclamation de l'état d'alerte, d'urgence ou de siège (en espagnol : declaración de los estados de alarma, de excepción o de sitio).

### Application en 2017

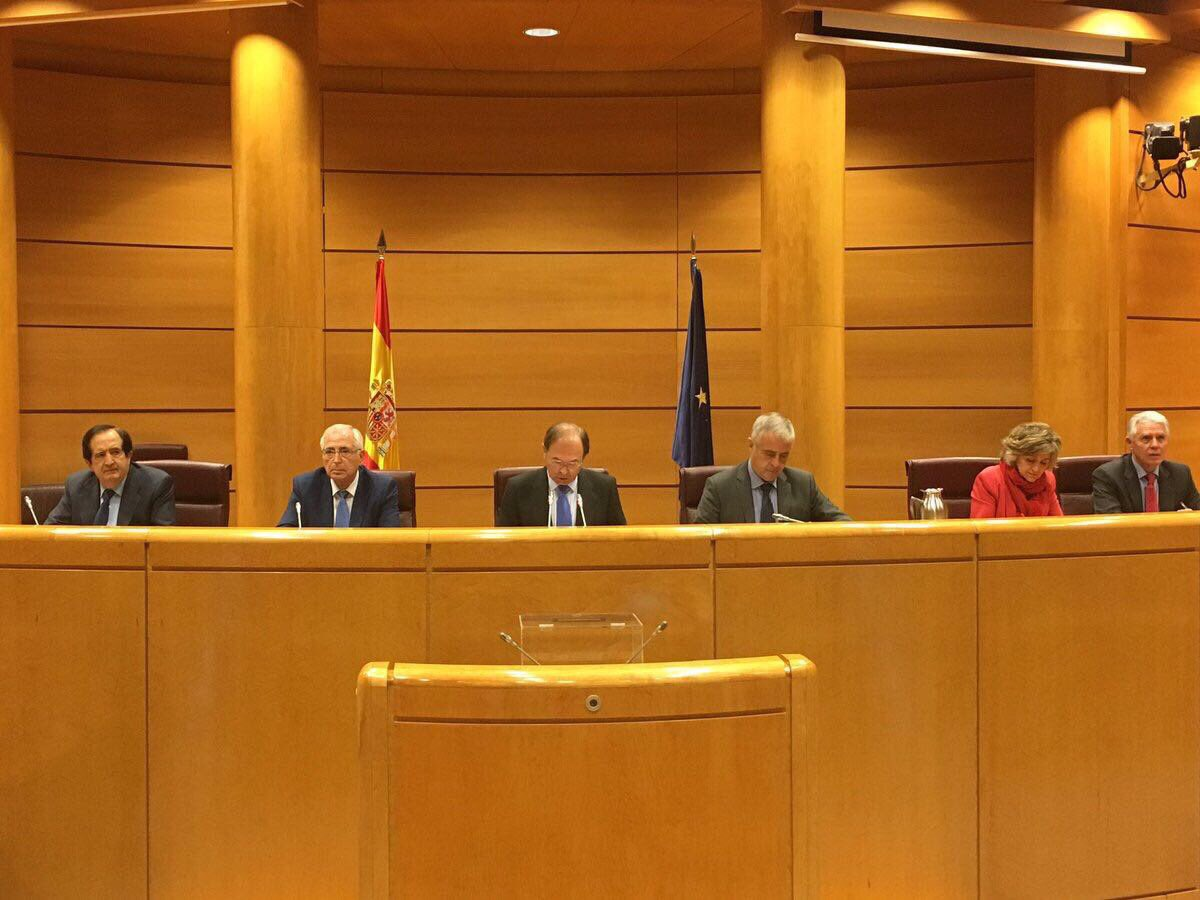
Bureau de la commission spéciale du Sénat.

Le 11 octobre 2017, le président du gouvernement Mariano Rajoy annonce qu'il sollicite formellement la Généralité de Catalogne pour qu'elle précise si elle a effectivement proclamé ou non son indépendance la veille au soir, précisant qu'il s'agit d'une étape nécessaire avant toute mesure que pourrait prendre le gouvernement en application de l'article 155. Le 21 octobre, Rajoy indique qu'il va mettre en œuvre l'article 155. Il demande notamment au Sénat de l’autoriser à dissoudre le gouvernement de Catalogne et d'organiser de nouvelles élections législatives régionales dans les six mois.
Les premières mesures parues au bulletin officiel espagnol le matin du 28 octobre sont les cessations de fonctions du secrétaire général de l'Intérieur de Catalogne Cèsar Puig et du directeur général des Mossos d'Esquadra Pere Soler, ainsi que la dégradation de Josep Lluís Trapero, commissaire principal des Mossos d'Esquadra, qui redevient simplement commissaire,.